# Poliśke (obwód czernihowski)
Poliśke (ukr. Поліське, do 2016 Prołetarśke, ukr. Пролетарське) – wieś na Ukrainie, w obwodzie czernihowskim, w rejonie nowogrodzkim. W 2001 liczyła 605 mieszkańców, wśród których 598 jako ojczysty język wskazało ukraiński, a 7 rosyjski.